# Claoxylon setosum
Claoxylon setosum là một loài thực vật có hoa trong họ Đại kích. Loài này được Coode mô tả khoa học đầu tiên năm 1979.